# 日立市立滑川中学校
日立市立滑川中学校（ひたちしりつなめかわちゅうがっこう）は、茨城県日立市東滑川町3-17-1にある日立市立中学校。

## 概要
滑川中学校は、日高中学校及び駒王中学校から分離して開校した。将来的には、日高中学校との統合が検討されている。

## 沿革

### 年表
- 1980年4月1日 - 日立市立滑川中学校が開校[5]。
- 1993年1月17日 - 全国女子駅伝競走大会に出場[6]。
- 1995年8月21日 - 全国中学校剣道大会に出場[6]。
- 2000年8月1日 - 第46回全日本中通信陸上競技大会に出場[6]。
- 2004年6月13日 - 全国中学レスリング大会個人準優勝[6]。
- 2006年11月19日 - 全国書画展覧会 金賞を受賞[6]。
- 2022年度 - 英語発信力向上事業に係る授業力アップサポート訪問校に指定[7]。
- 2024年度 - 授業力パワーアップ訪問校（英語）に指定[8]。

## 教育方針
令和6年度グランドデザインより
日立市立滑川中学校スローガン
生徒一人一人に 全教職員で 粘り強く あたたかく かかわる
学校教育目標
「強く・豊かに・正しく」生きるたくましい生徒の育成
組織目標
生徒一人一人の居場所の確保と、Trial & Errorを繰り返しながら高め合う風土の醸成

## 学校行事
令和6年度年間行事予定より
- 4月
  - 新任式・始業式・入学式
  - 新入生歓迎会
  - 全国学力学習状況調査
  - 家庭確認
- 5月
  - 体育祭
  - 生徒総会
- 6月
  - 心ゆたかな体験学習
  - 修学旅行
  - 市内総体
- 7月
  - 県北総体
  - 終業式
  - 県総体
  - 職場体験学習2年

- 8月
  - 関東大会
- 9月
  - 始業式
  - 県新人陸上
- 10月
  - 県北新人
  - 県新人
- 11月
  - 潮風祭
  - 創立記念日（11月12日）
  - 茨城県民の日（11月13日）
- 12月
  - 生徒会役員選挙
  - 終業式

- 1月
  - 始業式
  - 1・2年県学力診断テスト
  - 新入生体験入学
- 2月
  - 新入生保護者説明会
  - 宿泊学習
  - 県立高校学力検査
- 3月
  - 3年生を送る会
  - 卒業証書授与式
  - 修了式

## 部活動
（出典：）

### 運動部
- 野球部
- 陸上競技部
- サッカー部
- 女子テニス部
- 男子テニス部
- 男子バスケ部
- 女子バスケ部
- 男子バレー部
- 女子バレー部
- 卓球部
- 剣道部
- 柔道部

### 文化部
- 吹奏楽部
- 美術部
- パソコン部

## 通学区域
（出典：）
- 日立市相田町3丁目11番6号以降、20番15号以降
- 日立市かみあい町
- 日立市田尻町
  - 2丁目42から46番
  - 3丁目
  - 4丁目6から10番、18から49番
  - 5丁目
  - 6丁目
  - 7丁目
- 日立市滑川町
  - 旧地番（旧国道、所沢川以西以外）
  - 1丁目1・12・15番
  - 2丁目1から4番、11から27番
  - 3丁目4男34号から5番19号、6から21番
- 日立市滑川本町
- 日立市東滑川町
  - 2丁目
  - 3丁目
  - 4丁目
  - 5丁目
- 日立市本宮町4丁目30番

## 進学前小学校
- 日立市立田尻小学校
- 日立市立滑川小学校
- 日立市立宮田小学校

## 学区内の主な施設
- 滑川交流センター
- SEA MARK SQUARE
- 東滑川海浜緑地

## 交通
- JR常磐線 日立駅より茨城交通路線バス「バイパス経由小木津・高萩行」に乗車し、「滑川浜入口」で下車、徒歩5分[14]。